# Kamene ikone
Kamene ikone su drevni spomenici plitke plastike u Bjelorusiji. 
Izrađene su od vapnenca, škriljavca i drugih stijena mekoga kamena. Najčešće su rađene u tehnici reljefa, rezbarenjem pojedinih slika ili narativnih kompozicija, u razdoblju od 11. do 15. stoljeća. 
Većina ih je bila izrađena od zlata i srebra, ukrašena filigranski, graviranjem s crnim biserima i ostalim dragim kamenjem. Nosile su se u kombinaciji s perlicama umjesto križeva. 
Na području Bjelorusije pronađeno je oko 10 kamenih ikona: u Polocku sa slikama Konstantina i Jelene (s tragovima pozlate, 12. – 13. st.), ikona iz Vitebska (13. st.), u Minsku – ikona "Krist blagoslivlja" (13. st.) i dr. 